# Fiordo Reñihue
El fiordo Reñihue o Reñihué es un fiordo chileno localizado en la provincia de Palena, Región de Lagos. Se abre hacia el golfo de Ancud y en su cabecera, recibe las aguas que descarga el lago Reñihué a través del río del mismo nombre. Sus aguas son navegadas por un transbordador que sirve una parte de la ruta entre  Caleta Gonzalo y Fiordo Largo.  Esta última es una localidad y caleta que se ubica en la orilla sur del fiordo. Otras localidades habitadas en la costa del fiordo son Reñihué, Pillán y Caleta Fiordo Largo.
El fiordo está rodeado por montañas densamente forestadas, las cuales, en su mayoría, forman parte del parque nacional Pumalín.
Geológicamente, es un fiordo con un perfil más uniforme que sus vecinos Reloncaví y Comau, poseyendo una gran explanada de represamiento compuesta de ritmitas, sin presencia de bancos de morrenas.